# Evorthodus
Evorthodus is een geslacht van straalvinnige vissen uit de familie van grondels (Gobiidae). Het geslacht is voor het eerst wetenschappelijk beschreven in 1859 door Gill.

## Soorten
- Evorthodus lyricus (Girard, 1858)
- Evorthodus minutus Meek & Hildebrand, 1928